# ريتشارد سافينياك
ريتشارد سافينياك (بالفرنسية: Richard Savignac)‏ (مواليد 11 يناير 1905) هو ملاكم فرنسي، مثّل بلاده في الألعاب الأولمبية الصيفية 1924.

## روابط خارجية
ريتشارد سافينياك على موقع أوليمبيديا (الإنجليزية)